# Kamel Bouchama
 (novembre 2016).
Œuvres principales
Les Algériens à Bilâd ec-Sham, de Sidi Boumediène à l'Emir Abdelkader (1187-1911)
"Dzayer, âme captive"*
"De Iol à Caesarea à... Cherchell (les Avatars historiques d´une cité millénaire)"
Kamel Bouchama, né en 1943 à Cherchell, est un écrivain et homme politique algérien. 

## Biographie
Il occupe le poste de ministre de la Jeunesse et des Sports (1984-1988) et d'ambassadeur d'Algérie en Syrie en 2001. En occupant ce dernier poste, il fait la connaissance des descendants de l'émir Abdelkader et recueille des informations qui lui permettent d'écrire son livre Les Algériens à Bilâd ec-Shâm en 2010.
Auteur prolifique, il écrit plus d'une vingtaine de livres sur l'histoire, la politique, et la littérature. Le Front de libération nationale et ses crises occupent une place importante  dans son œuvre. Dans une entrevue donnée à l'émissions Liqa' khass sur la chaine privée El Bilad TV, il dit avoir consacré au moins six livres au FLN.
Le 16 mars 2022, le président de la République algérienne, Abdelmadjid Tebboune, le désigne  membre du Conseil de la nation au titre du tiers présidentiel. Il est de nouveau ambassadeur en Syrie à partir de juillet 2023 ,, mais quitte le pays un mois après la chute du régime de Bachar al-Assad.
Il est nommé ambassadeur extraordinaire et plénipotentiaire pour le Liban en février 2025.Le 10 mai de la même année il reçoit ses lettres de créances à Chypre  en tant que "ambassadeur extraordinaire et plénipotentiaire de la République algérienne démocratique et populaire auprès de la République de Chypre avec résidence à Beyrouth" Il devient donc ambassadeur à la fois de Chypre et du Liban. 

## Œuvres choisies
- Abdelkader et les siens: l'ultime étape au levant ,  éditions ENAG, 2019 - 351 pages
- Kaïd Ahmed, Réflexions d’un visionnaire ,  éditions ENAG, 2019
- Beihdja Rahal, la félicité du répertoire andalou, éditions ENAG, 2018.
- Dzayer, âme captive de son histoire, éditions ANEP, 2015, 371 p.
- Luttes d'un peuple, émergence d'une nation, éditions Juba, 2013, 196 p.  (ISBN 9961993667).
- Les Algériens à Bilâd ec-Sham, de Sidi Boumediène à l'émir Abdelkader (1187-1911), éditions Juba, 2010.
- Lettre à René, ou la Recherche d'une vérité sur certains épisodes de la colonisation, Al Maarifa, 2008  (ISBN 9961482255).
- Ne m'en voulez pas, le rêve est gratuit (roman), éditions Alpha,2008, 291 p.
- Mémoires de rescapé, Al Malakia, 2005.
- Messaâdia, l'homme que j'ai connu, ANEP, 2005  (ISBN 9947-21-226-2).
- L'Algérie, terre de foi et de culture, éditions Houma, 2000  (ISBN 9961664949).
- La Partie immergée de l'iceberg, ou Comment la politique fonctionne, ENAG, 1999, 236 p.  (ISBN 9961621174).
- De la villa Joly à la citadelle d'El Mouradia : chronolologie des faits, ENAG, 1999, 383 p.  (ISBN 996162128X).
- La JFLN, un passé glorieux, un avenir interrompu, éditions ANEP, 1997, 496 p.
- Le FLN, instrument et alibi du pouvoir (1962-1992), éditions Dahlab, 1992, 233 p.